# 石桥镇 (泸县)
石桥镇，是中华人民共和国四川省泸州市泸县下辖的一个乡镇级行政单位。

## 行政区划
石桥镇下辖以下地区：
狐狸坡社区、十三坡社区、兴盛村、永定村、吉祥村、农丰村、银朝村、红山村、大堰村、洪安桥村、秦家坝村、新屋咀村、黄荆湾村和大王山村。